# São Jorge de Selho
São Jorge de Selho ist eine Gemeinde im Norden Portugals. Der Ort, der die Gemeinde bildet, heißt Pevidém und wurde am 30. August 1995 zur Vila (dt.: Kleinstadt) erhoben.

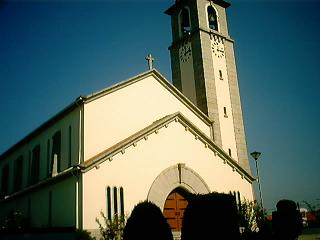
Kirche der Stadt Pevidém

São Jorge de Selho gehört zum Kreis Guimarães im Distrikt Braga, besitzt eine Fläche von 5,2 km² und hat 5923 Einwohner (Stand 19. April 2021).